# Celmisia latifolia
Celmisia latifolia là một loài thực vật có hoa trong họ Cúc. Loài này được (F.Muell. ex Benth.) M.Gray & Given mô tả khoa học đầu tiên năm 1999.